# Пуголовка Абдурахманова
Пуголовка Абдурахманова (Benthophilus abdurahmanovi) — вид риб з родини бичкових (Gobiidae). Зустрічається на півночі Каспійського моря і в пониззі річок Волга і Терек.
Вид названий в честь Дагестанського зоолога Гаїрбега Магомедовича Абдурахманова.